# Episodi di Criminal Minds (settima stagione)
La settima stagione della serie televisiva Criminal Minds è stata trasmessa in prima visione negli Stati Uniti d'America da CBS dal 21 settembre 2011 al 16 maggio 2012.
In Italia la stagione è stata trasmessa in prima visione satellitare da Fox Crime dal 10 febbraio al 29 giugno 2012, mentre in chiaro viene trasmessa da Rai 2 dall'11 settembre 2012.
| nº | Titolo originale           | Titolo italiano             | Prima TV USA      | Prima TV Italia  |
| -- | -------------------------- | --------------------------- | ----------------- | ---------------- |
| 1  | It Takes a Village         | Contro ogni nemico          | 21 settembre 2011 | 10 febbraio 2012 |
| 2  | Proof                      | Prova estrema               | 28 settembre 2011 | 10 febbraio 2012 |
| 3  | Dorado Falls               | Prigioniero della mente     | 5 ottobre 2011    | 17 febbraio 2012 |
| 4  | Painless                   | L'escluso                   | 12 ottobre 2011   | 17 febbraio 2012 |
| 5  | From Childhood's Hour      | Il dolore della colpa       | 19 ottobre 2011   | 24 febbraio 2012 |
| 6  | Epilogue                   | Al di là della morte        | 2 novembre 2011   | 2 marzo 2012     |
| 7  | There's No Place Like Home | Nell'occhio del tornado     | 9 novembre 2011   | 9 marzo 2012     |
| 8  | Hope                       | Speranza                    | 16 novembre 2011  | 16 marzo 2012    |
| 9  | Self-Fulfilling Prophecy   | Onore e disciplina          | 7 dicembre 2011   | 23 marzo 2012    |
| 10 | The Bittersweet Science    | Ultimo round                | 14 dicembre 2011  | 30 marzo 2012    |
| 11 | True Genius                | Veri geni                   | 18 gennaio 2012   | 6 aprile 2012    |
| 12 | Unknown Subject            | Soggetto ignoto             | 25 gennaio 2012   | 6 aprile 2012    |
| 13 | Snake Eyes                 | Il banco vince sempre       | 8 febbraio 2012   | 13 aprile 2012   |
| 14 | Closing Time               | L'ultimo bicchiere          | 15 febbraio 2012  | 20 aprile 2012   |
| 15 | A Thin Line                | Una linea sottile           | 22 febbraio 2012  | 27 aprile 2012   |
| 16 | A Family Affair            | Affari di famiglia          | 29 febbraio 2012  | 4 maggio 2012    |
| 17 | I Love You, Tommy Brown    | Ti amo, Tommy Brown         | 14 marzo 2012     | 11 maggio 2012   |
| 18 | Foundation                 | La moneta del ricordo       | 21 marzo 2012     | 18 maggio 2012   |
| 19 | Heathridge Manor           | La dimora degli Heathridge  | 4 aprile 2012     | 25 maggio 2012   |
| 20 | The Company                | La società                  | 11 aprile 2012    | 1º giugno 2012   |
| 21 | Divining Rod               | La bacchetta del rabdomante | 2 maggio 2012     | 8 giugno 2012    |
| 22 | Profiling 101              | A lezione dai profiler      | 9 maggio 2012     | 15 giugno 2012   |
| 23 | Hit (Part One)             | Colpisci...                 | 16 maggio 2012    | 22 giugno 2012   |
| 24 | Run (Part Two)             | ...e fuggi                  | 16 maggio 2012    | 29 giugno 2012   |

## Contro ogni nemico
- Titolo originale: It Takes a Village
- Diretto da: Glenn Kershaw
- Scritto da: Erica Messer

### Trama
Tramite l'utilizzo di flashback vengono riportati gli avvenimenti accaduti dopo la presunta morte di Emily Prentiss fino al suo reinserimento nella squadra. Hotchner, Morgan, JJ, Reid, Garcia, Emily e Rossi dovranno affrontare un interrogatorio tenuto dal signor Cramer e la Commissione del Senato per valutare se la squadra BAU è in grado di continuare a svolgere il proprio lavoro, messo in discussione dal fatto che alcuni membri della squadra dopo l'assassinio di Emily abbiano utilizzato risorse senza autorizzazione dell'FBI per rintracciare Ian Doyle e mettere in salvo il figlio Declan.
Sia Doyle, che la ex moglie, Chloe Brooks (nonché madre naturale di Declan) e Lachlan McDermott (quest'ultimi rapitori del figlio) vengono uccisi.
A questo punto, tutti i membri del team conoscono la verità su quanto accaduto negli ultimi mesi e anche se, inizialmente, con un po' di diffidenza, tutti insieme sono pronti a ricominciare a indagare sui casi come un tempo. Tutti tranne l'agente Seaver, promossa a un'altra unità.
- Altri interpreti: Mark Moses (Cramer)

### Soggetto Ignoto
La madre di Declan, Chloe Brooks con la complicità di Lachlan McDermott

### Citazioni
- La regina Elisabetta I disse: "Non si può rimediare al passato". (Jennifer "JJ" Jareau)

## Prova estrema
- Titolo originale: Proof
- Diretto da: Karen Gaviola
- Scritto da: Janine Sherman Barrois

### Trama
Delle diciannovenni vengono trovate morte dopo essere state private di uno dei loro cinque sensi utilizzando dell'acido solforico a Durant, attirando l'attenzione dell'unità. Il reale bersaglio del soggetto ignoto è la cognata, della quale è ancora innamorato dai tempi del liceo, perciò si accanisce su ragazze con caratteristiche fisiche simili alla donna da giovane, persino sulla nipote.
Reid sembra non riuscire a perdonare JJ ed Emily per aver mentito sulla morte di quest'ultima, ma Rossi organizza una lezione di cucina a casa sua e riesce a riappacificare le parti.
- Guest star: Andy Milder (Ben 'Cy' Bradstone).

### Soggetto Ignoto
Lo zio Ben 'Cy' Bradstone

### Citazioni
- "Se si tratta di un miracolo, qualsiasi cosa sarà una prova valida. Ma se si tratta di un fatto reale, le prove sono necessarie". Mark Twain (Dott. Spencer Reid)
- Scott Adams ha scritto: "Niente ispira il perdono, quanto la vendetta". (David Rossi)

## Prigioniero della mente
- Titolo originale: Dorado Falls
- Diretto da: Félix Alcalá
- Scritto da: Sharon Lee Watson

### Trama
L'unità indaga su un omicidio di massa avvenuto in una internet security company nei pressi di Charlottesville, ma gli indizi rivelano che non è un tipico serial killer; infatti il soggetto ignoto è affetto da un grave disturbo da stress post traumatico (scaturito da una missione militare marittima avvenuta anni prima, la "Dorado Falls" durante la quale è stato costretto a uccidere due bambini) e da una grave forma di sindrome di Capgras (scaturita da un incidente in auto con conseguente trauma cranico) che spinge l'SI a uccidere i genitori in quanto crede, che questi ultimi siano stati sostituiti da impostori, e che si tratti di una cospirazione organizzata contro di lui per seguirlo e manipolarlo ponendo sotto bersaglio moglie e figlia.
La squadra sarà costretta a una corsa contro il tempo e a un drammatico confronto, per mettere in salvo la moglie con la bambina dell'uomo ed evitare che lo stesso SI faccia saltare in aria l'edificio.
Nel frattempo Prentiss deve svolgere un training di ricertificazione sotto la supervisione di Morgan, per volontà di quest'ultimo.
- Guest star: Max Martini (Luke Dolan).

### Soggetto Ignoto
L'ex Navy Seals Luke Dolan

### Citazioni
- "Gli uomini non sono prigionieri del fato, ma prigionieri delle loro menti". Franklin Delano Roosevelt (Dott. Spencer Reid)
- "Siamo nati soli, viviamo soli, moriamo da soli. Solo attraverso l'amore e l'amicizia possiamo creare per un momento l'illusione di non essere soli". Orson Welles (David Rossi)

## L'escluso
- Titolo originale: Painless
- Diretto da: Larry Teng
- Scritto da: Breen Frazier

### Trama
I sopravvissuti a un massacro in un liceo a Boise, verificatosi nell'ottobre del 2001 per opera di uno studente, si riuniscono dopo 10 anni per ricordare il tragico evento; ma l'unità deve intervenire poiché un nuovo killer con un modus operandi simile uccide i sopravvissuti, sentendosene escluso.
Intanto Hotch è preoccupato che Jack, suo figlio, possa essere vittima di bullismo.
- Guest star: Eric Jungmann (Robert Adams).

### Soggetto Ignoto
Lo studente Robert Adams

### Citazioni
- "Tu puoi lasciare la scuola, ma lei non lascerà mai te". Andy Partridge (Dott. Spencer Reid)
- "Il dolore è lo spezzarsi del guscio che racchiude la vostra conoscenza". Kahlil Gibran (Aaron Hotchner)
- Emily Prentiss: Come sta Jack? Ho strane sensazioni... 
 Aaron Hotchner: C'è un ragazzino a scuola che gli fa i dispetti e la soluzione di Jack è invitarlo a casa e fare amicizia con lui. 
 Emily Prentiss: Questa è la cosa più tenera e la più triste che abbia mai sentito.

## Il dolore della colpa
- Titolo originale: From Childhood's Hour
- Diretto da: Anna J. Foerster
- Scritto da: Bruce Zimmerman

### Trama
L'unità indaga sui dei rapimenti di minori con madri in difficoltà, che poi lo stesso aggressore uccide aspettando il "consenso" dei figli: l'SI è convinto di aiutare i bambini e di dar loro una vita migliore. I piccoli scomparsi al momento sono due e il team del BAU sta indagando per cercare di individuarli; il più piccolo dei rapiti inizia a fare i capricci e il soggetto ignoto lo libera commettendo però un errore: il bambino rivela che aveva parlato col suo rapitore al telefono e così Rossi e JJ capiscono che l'SI è un operatore del 911, lavoro che gli permette di individuare i bimbi e i ragazzini in difficoltà da "salvare"; Penelope scopre l'infanzia travagliata dell'SI che lo porta a identificarsi con le piccole vittime; la madre aveva intenzione di togliersi la vita, ma senza mai compiere l’atto effettivo, un giorno lo stesso piccolo SI spingerà giù da un ponte la madre.
Rossi intanto si incontra con la sua prima moglie, che ha una notizia sconvolgente per lui: è malata di SLA e chiede a David, quando sarà il momento, di aiutarla e accompagnarla al momento dell'eutanasia.

### Soggetto Ignoto
L'operatore del 911, George Kelling

### Citazioni
- "Fanciullo io già non ero come gli altri, non vedevo come vedevano gli altri". Edgar Allan Poe. (Dott. Spencer Reid)
- "Tutte le cose veramente cattive nascono dall'innocenza. Ernest Hemingway. (David Rossi)

## Al di là della morte
- Titolo originale: Epilogue
- Diretto da: Guy Ferland
- Scritto da: Rick Dunkle

### Trama
Analessi: un padre, a pesca col figlio, lo maltratta duramente prendendolo a cinghiate fino a farlo cadere in acqua. La narrazione si sposta nel presente. L'unità indaga in California, dove nella Angeles National Forest tra le San Gabriel Mountains sono stati trovati i cadaveri di alcuni giovanotti in un lago. L'ultimo ragazzo viene rapito sulle sponde del lago proprio mentre il fratello assiste impotente dalla sua canoa al crimine. Nell'analizzare i cadaveri, si scopre che l'SI affoga le sue vittime per poi rianimarle. Con dei flashback, si capisce che il padre del serial killer, credendolo morto affogato, l'ha seppellito senza accorgersi che fosse in realtà ancora vivo; l'SI cerca perciò delle risposte dalle vittime che rianima, essendo malato terminale.
Durante le vicende i membri del team discutono sulla potenziale esistenza di un aldilà, prendono parte al dibattito soprattutto Reid, che ricorderà il momento in cui è stato rianimato dal suo stesso aggressore, Tobias Hankel, affetto da personalità multipla, ed Emily che parlerà del suo recente scontro con Doyle.
Nel frattempo, Rossi (che da tutta la giornata si comportava in modo strano, cosa notata anche dai restanti agenti) lotta contro una decisione dolorosa e difficile che dovrà prendere riguardo la malattia della sua ex-moglie. A fine episodio Rossi viene invitato in una camera d'hotel dalla donna, senza sapere che quest'ultima ha appena ingerito delle pasticche che la aiuteranno a "lasciare il mondo". Morirà proprio tra le braccia dell'ex marito; David si recherà in seguito sulla tomba di Carolyn posta proprio accanto alla tomba del figlio che aveva preso il cognome Rossi.

### Soggetto Ignoto
Il malato terminale Chase Whitaker

### Citazioni
- "Morire è tremendo. L'idea di morire senza aver vissuto è insopportabile". Erich Fromm (David Rossi)
- "Il momento della morte, come il finale di una storia, dà un significato diverso a ciò che lo ha preceduto". (David Rossi)

## Nell'occhio del tornado
- Titolo originale: There's No Place Like Home
- Diretto da: Rob Spera
- Scritto da: Virgil Williams

### Trama
Quando una serie di cicloni colpisce Wichita, Kansas, l'Unità è chiamata a indagare sui corpi di alcuni giovani ragazzi, degli sbandati che sopravvivono commettendo piccoli furti e architettando diversi espedienti, che vengono ritrovati orribilmente smembrati dopo le tempeste. Le indagini mettono in evidenza che il verificarsi di tali episodi non è in relazione con i tornado: le vittime vengono infatti trovate private di parti del corpo diverse. Appare probabile che un serial killer abbia pensato di approfittare degli eventi atmosferici avversi per nascondere le sue tracce. Si scopre in seguito che il soggetto ignoto cerca di riportare in vita il fratello maggiore, ricreandone il corpo, morto anni prima a causa di una tempesta abbattutasi nella località mentre si trovava, per difendere il fratellino, all'interno dell'abitazione di un pericoloso malvivente e molestatore di ragazzi e bambini.
Lo stesso SI si lascerà portare via dai burrascosi venti del tornado insieme al corpo, quasi interamente "assemblato" del fratello.
Gli agenti riusciranno appena in tempo a mettersi al riparo e salvare quella che sarebbe stata altrimenti l'ultima vittima, un ragazzo, dal quale il soggetto ignoto avrebbe voluto la testa.
Nel frattempo pressioni di lavoro causano tensione sul fronte interno di JJ, la quale prima di partire per il caso aveva discusso con Will, e verrà a sapere con il trascorrere delle ore che il figlio Henry si trova al pronto soccorso per aver avuto delle convulsioni.

### Soggetto Ignoto
Il cacciatore di tornado Travis James

### Citazioni
- "Per un uomo in salute e con la mente serena, non esiste il cattivo tempo. Ogni giorno possiede la propria bellezza. E le tempeste che sferzano il sangue, lo fanno pulsare con maggior vigore". George Gissing (Aaron Hotchner)
- "Le avversità sono come un vento forte. Ci portano via tutto, a eccezione di quello che non può essere strappato, mostrandoci come realmente siamo". Arthur Golden (Jennifer "JJ" Jareau)

## Alla ricerca di Hope
- Titolo originale: Hope
- Diretto da: Michael Watkins
- Scritto da: Kimberly Ann Harrison

### Trama
Un caso diventa personale per Garcia quando in un incontro del gruppo di supporto per familiari delle vittime viene a trovarsi di fronte a una donna, Monica, distrutta e senza speranza per la scomparsa della figlia, avvenuta sette anni prima. La donna viene consolata da un uomo sconosciuto facente parte del gruppo che, al termine dell'incontro, con uno stratagemma, riesce a convincerla a seguirlo a casa sua e le rivela di essere lui stesso il rapitore della figlia. Penelope chiede alla squadra di svolgere le indagini per conto suo e con le sue capacità informatiche riuscirà a rintracciare l'indirizzo di casa dello psicopatico.
Purtroppo Monica scoprirà che la figlia è morta e aspettava un bambino proprio dallo stesso rapitore.

### Soggetto Ignoto
Il membro del gruppo di sostegno Bill Rogers

### Citazioni
- "La speranza è la fede che ci porge la mano nell'oscurità". George Iles (Penelope Garcia)
- Ognuno di noi è in viaggio. Ognuno di noi vive la propria avventura, affrontando ogni tipo di sfida e le scelte che facciamo durante questa avventura ci formano a poco a poco. Queste scelte ci rafforzano, ci mettono alla prova e ci spingono ai nostri limiti. E la nostra avventura ci rende più forti di quanto pensavamo di essere. (Penelope Garcia)
- "Cerca dentro di te il luogo dove c'è la gioia e la gioia eliminerà il dolore". Joseph Campbell (Penelope Garcia)

## Onore e disciplina
- Titolo originale: Self-Fulfilling Prophecy
- Diretto da: Charlie Haid
- Scritto da: Erica Messer

### Trama
In una scuola militare in Florida cinque reclute vengono ritrovate impiccate in un bosco durante un'esercitazione: all'inizio si pensa a un suicidio di massa, probabilmente perché settimane prima un giovane cadetto, Bailey, si era tolto la vita, ma poi si intuisce che le loro morti siano avvenute per opera di qualcuno. Una delle reclute, Josh, risulta scomparsa e subito i sospetti ricadono su di lui. Si scoprirà un perverso gioco di punizioni, non ostacolato dal Colonnello del campo di addestramento, lo stesso che ingannerà il padre di Bailey, ucciso in seguito, facendogli credere il coinvolgimento di Josh nella faccenda, ordinandogli di ucciderlo, con la complicità del luogotenente Tawes, in modo da poter far ricadere la colpa delle morti su di lui.
Morgan scopre che la direttrice Strauss è ricaduta nel vizio dell'alcol e Hotchner la affronta costringendola a ricoverarsi nuovamente.
- Guest star: René Auberjonois (Ron Massey)

### Soggetto Ignoto
Il colonnello Ron Massey, con l'aiuto del Luogotenente Tawes

### Citazioni
- "Le cose non cambiano. Noi cambiamo". Henry David Thoreau (Derek Morgan)
- "Finché siete in vita, state attenti a non giudicare gli uomini dalla loro apparenza". Jean de la Fontaine (Derek Morgan)

## Ultimo round
- Titolo originale: The Bittersweet Science
- Diretto da: Rob Hardy
- Scritto da: Janine Sherman Barrois

### Trama
Hotch incontra una triatleta mentre corre e fanno subito amicizia.
A Philadelphia un uomo, padre divorziato, apprende insieme alla ex-moglie che il figlio è malato di leucemia e, nonostante possano pagare per il trapianto di midollo, la diagnosi è di morte certa. Preso dalla rabbia, uccide due uomini con un tubo, poi altri due con una efferata violenza e infine il proprio allenatore, che lo aveva sempre venduto, scommettendo perdesse ogni round con gli stessi soldi che, questa volta, sarebbero serviti per il trapianto del figlio, ormai purtroppo inutile. La squadra di analisi comportamentale crede che l'uomo sia vittima di una dissociazione dalla realtà, ma in realtà prova piacere nel vedere scorrere il sangue. L'SI, che di mestiere fa il pugile, partecipa a un torneo di boxe e si fa picchiare a sangue per essere portato in ospedale dal figlio morente.
A fine episodio Hotch e Beth si incontrano al parco per allenarsi insieme, e il presagio degli altri agenti è che si tratti di qualcosa di più.

### Soggetto Ignoto
Il pugile Jimmy Hall

### Citazioni
- "Tutti vogliono andare in paradiso. Ma nessuno vuole morire". Joe Louis (Aaron Hotchner)
- Hermann Hesse ha scritto: "Alcuni pensano che tenere duro renda forti. Ma a volte è lasciarsi andare che lo fa". (Aaron Hotchner)

## Veri geni
- Titolo originale: True Genious
- Diretto da: Glenn Kershaw
- Scritto da: Sharon Lee Watson

### Trama
San Francisco, California: un serial killer emula il killer dello Zodiaco, attivo alla fine degli anni '60, uccidendo una coppia in auto e lasciando due "souvenir". L'SI uccide un'altra coppia in un parco; la squadra del BAU scopre che le donne delle coppie sono un prototipo di una donna da cui sospetta si sia sentito rifiutato, la compagna (quasi moglie) del migliore amico.
Partendo dai luoghi delle uccisioni, Reid capisce che sono siti legati a una famosa partita di scacchi e sembra che il serial killer, che dimostra di avere un quoziente d'intelligenza molto alto, stia ingaggiando una sfida a distanza con lo stesso agente, quando in realtà è diretta a un altro genio, Harvey Morell (con il quale "studiava" proprio il killer dello zodiaco), suo amico sin dall'infanzia e complice in un omicidio di quindici anni prima.
In questo episodio Reid si confida con Prentiss, confessandole di sentirsi molto deluso da se stesso e insicuro sul lavoro che svolge, che non sente alla "sua altezza", ma probabilmente il confronto con l'amica lo ha aiutato. Infine, tutti gli agenti, una volta ritornati a Quantico, festeggiano il compleanno, anche se ormai passato, di Reid.
- Guest star: Finn Wittrock (Harvey Morell), Patricia Cornwell (se stessa)

### Soggetto Ignoto
Caleb Rossmore, migliore amico di Harvey Morell

### Citazioni
- "Tre persone possono serbare un segreto se due sono morte". Benjamin Franklin (Derek Morgan)
- "Nessun maggior dolore che ricordarsi del tempo felice nella miseria". Dante (Dott. Spencer Reid)

## Soggetto ignoto
- Titolo originale: Unknown Subject
- Diretto da: Michael Lange
- Scritto da: Breen Frazier

### Trama
A Houston uno stupratore seriale torna ad aggredire le sue vecchie vittime. Nel passato come ora, le vittime sono prima avvelenate con delle sostanze nocive aggiunte alle sigarette e durante l'aggressione fa ascoltare loro una canzone che odiano poiché associata al primo stupro, soltanto che adesso ha anche ucciso una sua vecchia vittima. Regina, una delle sue prime vittime, è riuscita a prendere in ostaggio "l'uomo del piano", il vero primo stupratore; quello che sta agendo ora è un emulatore che, lavorando come inserviente in ospedale, è in grado di conoscere nomi e indirizzi delle vittime per poterle aggredire nuovamente fingendosi il primo stupratore. L'uomo del piano fa in modo di incolpare dell'omicidio l'emulatore: quest'ultimo, pur di discolparsi, fornisce all'FBI il nome della seconda vittima che si trovava sulla lista dell'SI, che è proprio Regina. Il team del BAU libera l'uomo del piano, arrestandolo, e impedisce a Regina di macchiarsi di omicidio.
Nel frattempo Hotch fa in modo di assistere Prentiss nel suo ritorno "alla vita normale" e le offre appoggio e sostegno in caso di necessità.

### Soggetto Ignoto
Hamilton Bartholomew, anche chiamato "l'uomo del piano"

### Citazioni
- "Non soffriamo per lo shock dei nostri traumi, ma ne ricaviamo solo quello che si adatta ai nostri scopi". Alfred Adler (Aaron Hotchner)
- "L'arte di vivere consiste nel saper mescolare bene il dimenticare e ricordare". Havelock Ellis (Emily Prentiss)

## Il banco vince sempre
- Titolo originale: Snake Eyes
- Diretto da: Doug Aarniokoski
- Scritto da: Bruce Zimmerman

### Trama
Ad Atlantic City, New Jersey, viene trovato morto un uomo con 8 banconote da un dollaro attorno al corpo e un 8 di cuori; allo stesso modo viene uccisa una escort e il cassiere di un distributore, varia per modus operandi soltanto l'uccisione del socio dell'SI. L'assassino è un ludopatico, che ha sviluppato una vera e propria ossessione e non riesce a regolare i propri impulsi,  che dopo ogni uccisione crede che la fortuna sia a suo favore, soprattutto se si tratta di persone a lui vicine, e per questo continua a uccidere. L' S.I parteciperà a un torneo di poker e Reid ne prende parte per poter studiare la situazione e individuarlo. L' S.I vuole tentare il colpo più grande della sua vita, la sua ultima mossa: uccidere la ormai ex moglie con la convinzione di evitare i guai in seguito; ma la squadra interviene, e così decide di suicidarsi, allo scoccare delle 8.
Nel frattempo Derek e Garcia tentano di sistemare una situazione derivata da un equivoco.

### Soggetto Ignoto
Il giocatore d'azzardo Curtis Banks

### Citazioni
- Un proverbio cinese dice: "Al tavolo da gioco non ci sono né padri né figli". (Aaron Hotchner)
- George Sala ha detto: "Un giocatore con un sistema deve essere in misura maggiore o minore folle". (David Rossi)

## L'ultimo bicchiere
- Titolo originale: Closing Time
- Diretto da: Jesse Warn
- Scritto da: Rick Dunkle

### Trama
La squadra del BAU viene convocata a Playa del Rei, California, per indagare sul ritrovamento di tre cadaveri all'interno di una torretta di guardia sulla spiaggia. I corpi sono tutti maschili e sono stati evirati, ma solo due su tre sono stati avvolti in un telo di plastica. Il serial killer, intanto, uccide altre persone fino a un eccesso di violenza su un corpo femminile. La squadra scoprirà che le vittime hanno come comune denominatore dei problemi sentimentali: i corpi che sono stati coperti sono stati traditi mentre gli altri hanno tradito i propri partner.
Il killer è un uomo che è stato lasciato e tradito dalla moglie: infatti il figlio che credeva fosse suo è in realtà del migliore amico, che ucciderà.
Per evitare che l'uomo arrivi a uccidere lo stesso figlio, JJ lo affronta dimostrando ottime capacità di difesa e di attacco, nonostante rischi di essere colpita violentemente e riporterà alcune lesioni.
Al ritorno dal lavoro Aaron si presenta a casa di Beth, e la serata comincia proprio con un bacio tra i due.

### Soggetto Ignoto
Il barista Michael

### Citazioni
- "Non c'è da fidarsi di chi ha già mancato alla parola". William Shakespeare (Aaron Hotchner)
- "Puoi rimanere deluso se ti fidi troppo, ma vivrai nel tormento se non ti fidi abbastanza". Frank Crane (Aaron Hotchner)

## Una linea sottile
- Titolo originale: A Thin Line
- Diretto da: Michael Watkins
- Scritto da: Virgil Williams

### Trama
Derek e Prentiss proseguono gli addestramenti, inscenando un'invasione domestica.
A San Bernardino, California, due famiglie vengono sterminate in casa propria. Su ogni scena viene ritrovato il corpo di uno dei presunti assalitori, ucciso con la pistola appartenente alla famiglia. La squadra presume che i colpevoli possano appartenere a una banda, ma il modo di uccisione desta qualche sospetto: il padre, che dovrebbe aver ucciso l'intruso, è morto con un colpo alla testa, mentre l'assalitore è crivellato di colpi. Da questo si deduce che l'uomo trovato morto all'interno delle case non è il vero colpevole e che viene portato lì solo a massacro finito per incolparlo. In città si stanno tenendo le elezioni a sindaco e uno dei candidati ha come punto forte della propria campagna "l'estirpazione" delle bande e degli immigrati clandestini. L'uomo, fintamente xenofobo, è il mandante di questi assassinii in modo da ottenere la poltrona di sindaco e tutto il prestigio e denaro che ne consegue. Il vero colpevole è un ragazzo che ha visto uccidere il padre e la sorellina durante una intrusione domestica. Inoltre i due assassini hanno anche stuprato la madre causandole seri danni cerebrali. Anche in questo caso il mandante è il candidato a sindaco, che voleva acquistare la casa e gli immobili del resto del quartiere a poco prezzo.
Emily viene ferita da un colpo di pistola.

### Soggetto Ignoto
Il disoccupato Trevor Mills, istigato dal candidato sindaco Clark Preston

### Citazioni
- "L'uguaglianza può anche essere un diritto, ma nessun potere sulla Terra può trasformarla in fatto". Honoré de Balzac (Derek Morgan)
- "Sono per la verità chiunque la dica, sono per la giustizia chiunque sia a favore o contro di essa". Malcolm X (Emily Prentiss)

## Affari di famiglia
- Titolo originale: A Family Affair
- Diretto da: Rob Spera
- Scritto da: Kimberly Ann Harrison

### Trama
Ad Atlanta vengono trovate morte due prostitute, entrambe sono state messe in posa e hanno addosso 250 dollari. L'assassino è un disabile che uccide con il benestare dei genitori che si sentono responsabili per aver causato l'incidente in cui è rimasto paralizzato. Il padre va a caccia di donne sotto la costrizione della moglie: infatti lei si è presa la colpa dell'incidente, ma alla guida della macchina c'era lui ubriaco. Per depistare le indagini e accollarsi la responsabilità degli omicidi l'uomo si suicida. La madre, cercando di proteggere il figlio, viene uccisa dai membri del BAU e il ragazzo viene arrestato.
Reid si offre di fare da babysitter a Henry, mentre Garcia, Prentiss e JJ organizzano una serata tra ragazze.
A fine episodio i membri del BAU vanno ad assistere alla maratona di Hotch, quest'ultimo poi presenterà Beth a Jack e il resto dei compagni.

### Soggetto Ignoto
Il paraplegico Jeffrey Collins, aiutato dai genitori Linda e Donald Collins

### Citazioni
- Eckhart Tolle ha detto: "Dove c'è rabbia c'è sempre un dolore sotterraneo". (Derek Morgan)
- "Vivi in modo che quando i tuoi figli penseranno alla correttezza e all'integrità penseranno a te". H. Jackson Brown Jr (Jennifer "JJ" Jareau)

## Ti amo, Tommy Brown
- Titolo originale: I Love You, Tommy Brown
- Diretto da: John Terlesky
- Scritto da: Janine Sherman Barrois

### Trama
Una ragazza, sgattaiolata fuori casa per vedere il ragazzo, quando ritorna trova i genitori morti sul pavimento. La coppia non è la prima che viene uccisa in stile esecuzione con un cuscino come silenziatore, senza che ci siano segni di effrazione, e la squadra BAU comincia a indagare. La colpevole è una donna, appena rilasciata dal carcere per il sovraffollamento, che cerca il figlio nelle famiglie a cui è stato affidato. Il bambino è nato dallo stupro compiuto dalla donna verso un suo studente quindicenne: Tommy Brown. La donna riesce a rintracciare il figlio e lo rapisce, poi va da Tommy e gli chiede di scappare con lei per ricominciare una vita assieme. Il ragazzo accetta e i due, dopo aver ferito un'amica di Tommy, si trasferiscono nella casa che la donna ha comprato. La squadra riesce a rintracciarla perché la casa appartiene a Johnny, nome che i due hanno dato al figlio, che è stato il primo ragazzo, di un'altra scuola, adescato dalla donna. La storia finisce con la morte della donna che invoca come ultimo nome Johnny Lewis.
Garcia è insospettita dall'atteggiamento di Kevin, il quale aveva parlato in maniera appartata con Derek due giorni prima, il presagio di Penelope è che il compagno voglia chiederle di sposarla, e non si sbaglia... ma le cose non vanno bene.

### Soggetto Ignoto
La professoressa Maggie Hallman

### Citazioni
- Qualcuno ha detto che l'amore è dare a una persona la possibilità di distruggerti ma confidare nel fatto che non lo faccia. (Derek Morgan)
- "Per ogni buona ragione che c'è per mentire c'è una ragione migliore per dire la verità". Bo Bennett (Derek Morgan)

## La moneta del ricordo
- Titolo originale: Foundation
- Diretto da: Dermott Downs
- Scritto da: Jim Clemente

### Trama
Un ragazzino viene trovato in mezzo al deserto sporco, lacero e con delle manette a polsi e caviglie. Risulta chiaro che è stato tenuto segregato per anni da qualche parte; nel frattempo un altro ragazzo è stato rapito, presumibilmente per prendere il suo posto. Derek e JJ vanno all'ospedale per cercare di comunicare con il ragazzo, Emily si occupa di scoprire cosa sa una donna che dice di ricordare un ragazzo in manette a casa sua 30 anni prima. Morgan riesce a far parlare Angel (questo il nome del ragazzo) anche grazie al trauma comune che li unisce (da ragazzo l'Agente è stato infatti violentato dal suo allenatore di football) e gli regala una moneta: la moneta delle Odissee. Prentiss riesce a convincere la donna ad andare a casa di suo padre per vedere se nasconde qualcosa, facendo però un buco nell'acqua. Alla fine, grazie alla collaborazione della donna, che descrive il comportamento strano del padre e i regali che le faceva (trofei delle vittime), gli Agenti scoprono che è lui il colpevole e lo catturano proprio mentre sta seppellendo vivo il nuovo ragazzo.

### Soggetto Ignoto
L'impresario edile J. B. Allen

### Citazioni
- "La memoria è una cosa complicata, è imparentata con la verità, ma non è la sua gemella". Barbara Kingsolver (Emily Prentiss)
- "Niente imprime una cosa così intensamente nella memoria quanto il desiderio di dimenticarla". Michel de Montaigne (Derek Morgan)

## La dimora degli Heathridge
- Titolo originale: Heathridge Manor
- Diretto da: Matthew Gray Gubler
- Scritto da: Sharon Lee Watson

### Trama
Viene trovato il corpo di una donna, Emma Baker, all'interno di un ospedale psichiatrico, bruciato e abbandonato; la cosa particolare è che indossa un costume d'epoca e ha il cerone bianco sul viso. Con il ritrovamento di un secondo corpo con un altro vestito d'epoca, la squadra comincia a pensare a riti satanici. Nella realtà è tutto l'opposto. Il colpevole è un ragazzo di nome James, che uccide delle donne che assomigliano a quelle che vede nei suoi deliri. La madre quando era in vita gli ha fatto credere di essere un cavaliere e di avere il compito di uccidere le spose del diavolo, per questo motivo inoltre ha storpiato la figlia Lara tagliandole il braccio sinistro per renderla meno appetibile. James prima annega le donne, poi se si risvegliano, le uccide tramite una droga di cui è intrisa la stoffa degli abiti cuciti dalla sorella minore. Le cose precipitano quando l'ultima presunta sposa non si risveglia dopo l'annegamento e nell'ultimo delirio il ragazzo vede una donna senza il braccio sinistro come Lara, sua sorella. La squadra arriva in tempo per salvare la ragazza, togliendole il vestito avvelenato, e Hotch, dopo una colluttazione con l'SI, lo uccide facendolo cadere nel pozzo di annegamento. Lara, l'ultima sopravvissuta degli Heathridge, ora è sola nella casa di famiglia: va ad aprire la porta e si trova di fronte il diavolo che le dice che la stava aspettando. Si scopre così che anche lei soffre delle stesse turbe psichiche della madre e del fratello.
- Guest star: Robert Englund (Detective Gassner)

### Soggetto Ignoto
Lo studente James Heathridge

### Citazioni
- "Siamo noi i nostri stessi demoni e rendiamo il mondo il nostro inferno". Oscar Wilde (Emily Prentiss)
- "Tutto ciò che vediamo o crediamo di vedere è solo un sogno nel sogno". Edgar Allan Poe (Aaron Hotchner)

## La società
- Titolo originale: The Company
- Diretto da: Nelson McCormick
- Scritto da: Breen Frazier

### Trama
Desirée, la sorella di Derek, mentre torna dalla spesa vede nella macchina accanto alla sua Cindy, la cugina scomparsa da 8 anni dopo che era fuggita da uno stalker, e per inseguirla si scontra con un'altra macchina e finisce in ospedale. In precedenza, Derek aveva detto alla zia che Cindy era stata riconosciuta dall'SI e che quindi era morta. La squadra decide di riaprire il caso della scomparsa di Cindy e della morte suicida dello stalker. Scopriranno che la pistola che l'uomo ha usato per spararsi appartiene in realtà a un certo Malcolm Ford. Andando a casa sua trovano dei documenti bruciati nel camino e le tracce di una presenza femminile nella casa. L'uomo fa parte della "Società", un gruppo di uomini che pratica il sadomasochismo e tiene come prigioniere consenzienti delle donne che trattano come schiave. Anche Cindy fa parte di questo gruppo come schiava e ha firmato un contratto che la vincola a loro. La cugina di Derek non è però del tutto sottomessa, infatti ruba del cibo per far intervenire la polizia. Ma Malcom si fa arrestare senza di lei e la manda a chiamare un avvocato della "Società" per farsi liberare e per dimostrare a tutti che lei gli appartiene in tutti i modi possibili. Quando la ragazza arriva libera il "marito" e se ne va via con lui senza degnare di un'occhiata nemmeno la madre. Analizzando il tipo di cibo che Cindy ha rubato, Derek capisce che c'è qualcosa sotto, infatti si tratta di cibo che daresti a un bambino, non a un uomo adulto. Capiscono che il sistema che usa la "Società" per ammansire e rendere schiave consenzienti le donne è la minaccia di uccidere i figli se non ubbidiscono. I bambini sono tenuti lontani da loro in una casa sicura. Mettendo sotto torchio l'avvocato scoprono l'indirizzo della casa dove i bambini vengono tenuti e li liberano. Derek trova Cindy con il figlio Anthony e finalmente la riporta a casa dalla madre e dalle cugine.

### Soggetto Ignoto
Lo schiavista Malcolm Ford

### Citazioni
- "Peggio che dire una bugia è spendere l'intera vita a farla passare per vera". Robert Brault (Derek Morgan)

## La bacchetta del rabdomante
- Titolo originale: Divining Rod
- Diretto da: Doug Aarniokoski
- Scritto da: Bruce Zimmerman

### Trama
Tom Garrett, un serial killer che ha ucciso 24 donne, viene giustiziato. A seguire in diretta c'è un uomo vestito di nero con una donna legata sul letto e, quando il killer muore, uccide la ragazza con un punteruolo da ghiaccio. La squadra BAU viene convocata perché il modus operandi è uguale a quello di Garrett e quindi si parla di un emulatore. Rossi e Prentiss vanno a parlare con Elen Garrett, la moglie di Tom, per sapere il motivo della sua fedeltà verso l'uomo e per avere informazioni su un possibile colpevole. La donna, ex-malata di cancro e fedele al marito perché non l'ha abbandonata durante la chemioterapia, consegna loro le lettere degli ammiratori di Garrett. Una si distingue tra le altre perché ci sono scritte le ultime parole di Tom: un passo delle Mille e una Notte. Il nuovo serial killer uccide in totale quattro donne con un distacco temporale di sei ore tra ogni uccisione. A tutte le ragazze taglia i capelli biondi e prende dei fiori dalla prima e del vino dalla terza. La squadra, a corto di indizi, nota che la posizione delle abitazioni delle vittime sono disposte a forma di cuore e nel centro c'è la casa di Elen Garrett. Il colpevole è l'autista della navetta della prigione che con i capelli delle vittime ha creato una parrucca per la donna. L'uomo viene catturato e arrestato. Poco tempo dopo si vede Elen che va a trovarlo in prigione: gli legge il libro delle Mille e una notte e si nota che è stata lei a scrivere la lettera strana. Il titolo si riferisce al fatto che, secondo il padre, Elen ha una bacchetta da rabdomante per vedere il male nelle persone e che è per questo motivo che si è trovata al centro delle attenzioni amorose di ben due serial killer.

### Soggetto Ignoto
L'autista della prigione Dylan Kohler, l'imitatore dell'SI giustiziato Tom Garrett

### Citazioni
- "Meglio uccidere un desiderio nella culla che cullare desideri irrealizzabili". William Blake (Aaron Hotchner)
- "È solo quando amiamo e uccidiamo che rimaniamo sinceri". Friedrich Dürrenmatt (Emily Prentiss)

## A lezione dai profiler
- Titolo originale: Profiling 101
- Diretto da: Felix Alcala
- Scritto da: Virgil Williams

### Trama
Il team tiene una lezione di profiling a un gruppo di studenti. Parlano del caso di un serial killer di donne molto prolifico in azione in anni diversi in luoghi diversi: 1992, 1997, 2005 e 2009. Quando è stato catturato si è scoperto che vendicava i maltrattamenti subiti da sua nonna nella sua infanzia. Ogni anno dà il nome di un'altra sua vittima a Rossi durante il giorno del suo compleanno.

### Soggetto Ignoto
Lo psicopatico Thomas Yates

### Citazioni
- Il filosofo Voltaire ha scritto: "Ai vivi dobbiamo rispetto, ma ai morti dobbiamo solo la verità". (David Rossi)
- Lo statista e scrittore irlandese Edmund Burke ha scritto una volta: "L'unica cosa necessaria per il trionfo del male è che le brave persone non facciano niente". (David Rossi)

## Colpisci...
- Titolo originale: Hit (Part One)
- Diretto da: Michael Lange
- Scritto da: Rick Dunkle

### Trama
I membri della squadra hanno dei giorni liberi,  JJ si trova a casa con il suo bambino; Beth si presenta a casa di Hotch per la colazione e lo stesso Jack chiede al padre di ospitarla anche per la notte; Reid e Garcia incontrano Kevin con un'altra donna a un festival, in seguito incontreranno anche Rossi, il quale si suppone sia andato dalla Strauss. Invece Emily si trova a dover decidere se acquisire o meno l'abitazione, supportata da Morgan; ma il dovere chiama.
In seguito, un gruppo di tre persone, chiamato "Le figure delle carte", compie una rapina in una banca di Washington. La stessa banda è responsabile di altre rapine in tutto lo stato ed è sempre riuscita a evitare la cattura. Purtroppo qualcosa va storto e la polizia arriva prima: Will (il compagno di JJ) spara al fante ferendolo gravemente. La squadra tenta di negoziare con i rapinatori, fino a quando il fante muore e il Re assume un atteggiamento sadico come la sua complice, la Regina. In cambio di donne e bambini il rapinatore vuole Will: il detective allora entra nella banca, gli sparano e le telecamere si disattivano. Mentre la squadra della SWAT si appresta a fare irruzione la banca esplode.

### Soggetto Ignoto
I rapinatori Chris e Oliver Stratton e Izzy Rogers

### Citazioni
- "La paura si affronta e si distrugge col coraggio". James F. Bell (Jennifer "JJ" Jareau)

## ...e fuggi
- Titolo originale: Run (Part Two)
- Diretto da: Glenn Kershaw
- Scritto da: Erica Messer

### Trama
La BAU è salva ma Will è sparito con i due rapinatori superstiti che, grazie all'esplosione, sono usciti da un buco nel muro della banca. La Regina uccide il Re e ammette di avere un altro complice nascosto: è l'uomo che ha cercato di aiutare Will. I due SI si separano: la donna rimane a casa di Will e JJ per tenere in ostaggio il piccolo Henry, i due uomini vanno alla stazione dei treni. La donna viene presto raggiunta e stesa da JJ che salva il suo bambino, mentre Morgan e Hotch uccidono l'uomo. Emily trova Will e disattiva la bomba che ha legata addosso. Tutto finisce per il meglio con il matrimonio di JJ e Will nel giardino della casa di Rossi, anche se Emily valuta seriamente di lasciare la squadra per accettare l'offerta di un vecchio amico di lavorare nella sede dell'Interpol di Londra.
- Guest star: Sebastian Roché (Clyde Easter)

### Soggetto Ignoto
I rapinatori Chris Stratton, Izzy Rogers e Matthew Downs

### Citazioni
- "Ho sempre sentito dire che ogni fine è anche un inizio solo che non lo sappiamo in quel momento. Vorrei credere che sia vero". (Emily Prentiss)